# Another Country (teatro)
Another Country è un dramma di Julian Mitchell del 1981, liberamente tratto ispirato all'adolescenza di Guy Burgess, ribattezzato Guy Bennett nella pièce. Il dramma racconta di un gruppo di liceali nel complicato sistema delle scuole private inglesi dei primi anni trenta e di come tra i ragazzi si diffondano dottrine ritenute scandalose come il marxismo o atteggiamenti omosessuali ritenuti immorali.

## Trama

### Atto I
Il dramma si apre con la notizia che uno degli allievi della public school in cui è ambientata la pièce, Martineau, si è impiccato dopo essere stato scoperto da un insegnante mentre faceva sesso con un ragazzo. Mentre lo scandalo dilaga per la scuola, gli studenti più grandi cercano di evitare che la notizia arrivi ai genitori e al mondo esterno. Barcley, il capoclasse della casa di Gascoigne, è pericolosamente vicino al crollo nervoso, dato che si incolpa del suicidio dell'amico. Bennett, l'unico studente dichiaratamente omosessuale della scuola, invece affronta la notizia con nonchalance, anche se il fatto lo ha segretamente colpito nel profondo. Il suo miglior amico Judd, il marxista della scuola, ritiene che il suicidio sia una conseguenza del regime oppressivo della scuola.
Quando gli aristocratici genitori di Devenish minacciano di portare via il figlio in seguito alla scandalo, il prefetto Fowler decide di sopprimere gli atteggiamenti omosessuali dei ragazzi della sua "Casa" e se la prende in particolar modo con Bennett. Gli altri studenti però difendono Bennett, sia per amicizia sia perché sanno che Guy potrebbe ricattarli dato che è a conoscenza della scappatelle omoerotiche di tutti gli studenti. Intanto a Judd viene prospettata la possibilità di unirsi alla "Twenty-Two Society", un club scolastico molto esclusivo; Judd è indeciso sul da-farsi: da una parte teme che unendosi al club andrebbe a rafforzare il sistema oppressivo della scuola, dall'altra sa che soltanto da quella posizione di prestigio potrebbe limitare le persecuzioni di Fowler e diventare capoclasse dopo la morte di Martineau. Spinto da Menziers e Bennett, Judd alla fine decide di accettare l'offerta.

### Atto II
Bennett intanto ha intrapreso una relazione clandestina con Harcourt, uno studente di una public school rivale, ma sfortunatamente una delle lettere piccanti che manda all'amato viene intercettata da Fowler, che ha così finalmente le prove necessarie per punire Benntt. Dopo che una prova così scottante viene pervenuta, tutti i sostenitori di Guy scompaiono e il ragazzo viene frustato come punizione disciplinare per la sua omosessualità. La pubblica umiliazione costa a Bennett anche il sogno di entrare nella "Twenty-Two society", dato che il ruolo destinato a lui per diritto viene assegnato da Fowler a Devenish, per evitare che il ragazzo lasci la scuola.
Nella scene finale, Bennett e Judd, sconfortati, realizzano che l'intero sistema scolastico non sia altro che un'illusione e che il sistema di classi della società britannica si basi esclusivamente sull'apparenza esteriore. I due sognano una vita al di là delle mura scolastiche - spinti anche dalla parole di Vaughan Cunningham, l'eccentrico zio di Devenish venuto in visita alla scuola - e pensano al mondo che troveranno dopo il diploma. Bennett prende la copia di Judd de Il Capitale e, sfogliandone le pagine, chiede all'amico se non sarebbe meraviglioso se quanto scritto da Marx fosse vero.

## Storia delle rappresentazioni
Il dramma debuttò nel novembre 1981 al Greenwhich Theatre di Londra e nel febbraio 1982 la produzione fu trasferita al Queen's Theatre nel cuore del West End; facevano parte del cast originale Rupert Everett (Guy) e  Kenneth Branagh (Judd), entrambi candidati al Laurence Olivier Award al miglior esordiente in un'opera teatrale per le rispettive interpretazioni. Quando la pièce fu riproposta nel West End, Everett tornò a interpretare Bennett, per poi essere sostituito nel corso delle rappresentazioni prima da Daniel Day-Lewis (1982) e poi da Colin Firth (1983). Il dramma vinse nel 1982 il prestigioso Laurence Olivier Award alla miglior nuova opera teatrale.

## Adattamento cinematografico
Nel 1984 Marek Kanievska riadattò la pièce del film Another Country - La scelta, su sceneggiatura dello stesso Mitchell. Everett tornò a recitare nei panni Bennett, il ruolo di cui fu il primo interprete a Londra, mentre Colin Firth, che aveva anche lui interpretato Bennett a teatro, fu scelto per il ruolo del marxista Judd.